# Ixora ixoroides
Ixora ixoroides är en måreväxtart som först beskrevs av André Guillaumin, och fick sitt nu gällande namn av Arnaud Mouly och Birgitta Bremer. Ixora ixoroides ingår i släktet Ixora och familjen måreväxter. Inga underarter finns listade i Catalogue of Life.